# Маро Браило
Маро Браило (Београд, 19. јун 1959 — Београд, 28. октобар 1998) био је филмски, позоришни и телевизијски глумац.

## Улоге
| Год.  | Назив                      | Улога          |
| ----- | -------------------------- | -------------- |
| 1982. | Савамала                   | Исак           |
| 1982. | Савамала (ТВ серија)       | Исак           |
| 1984. | Пази шта радиш (Матуранти) | Љуба           |
| 1984. | Позориште у кући           | Борко Петровић |
| 1984. | Грозница љубави            | Гиле           |
| 1986. | Свечана обавеза            | Македонац      |
| 1984. | Протестни албум            | службеник      |
| 1987. | И то се зове срећа         |                |